# Pallamano

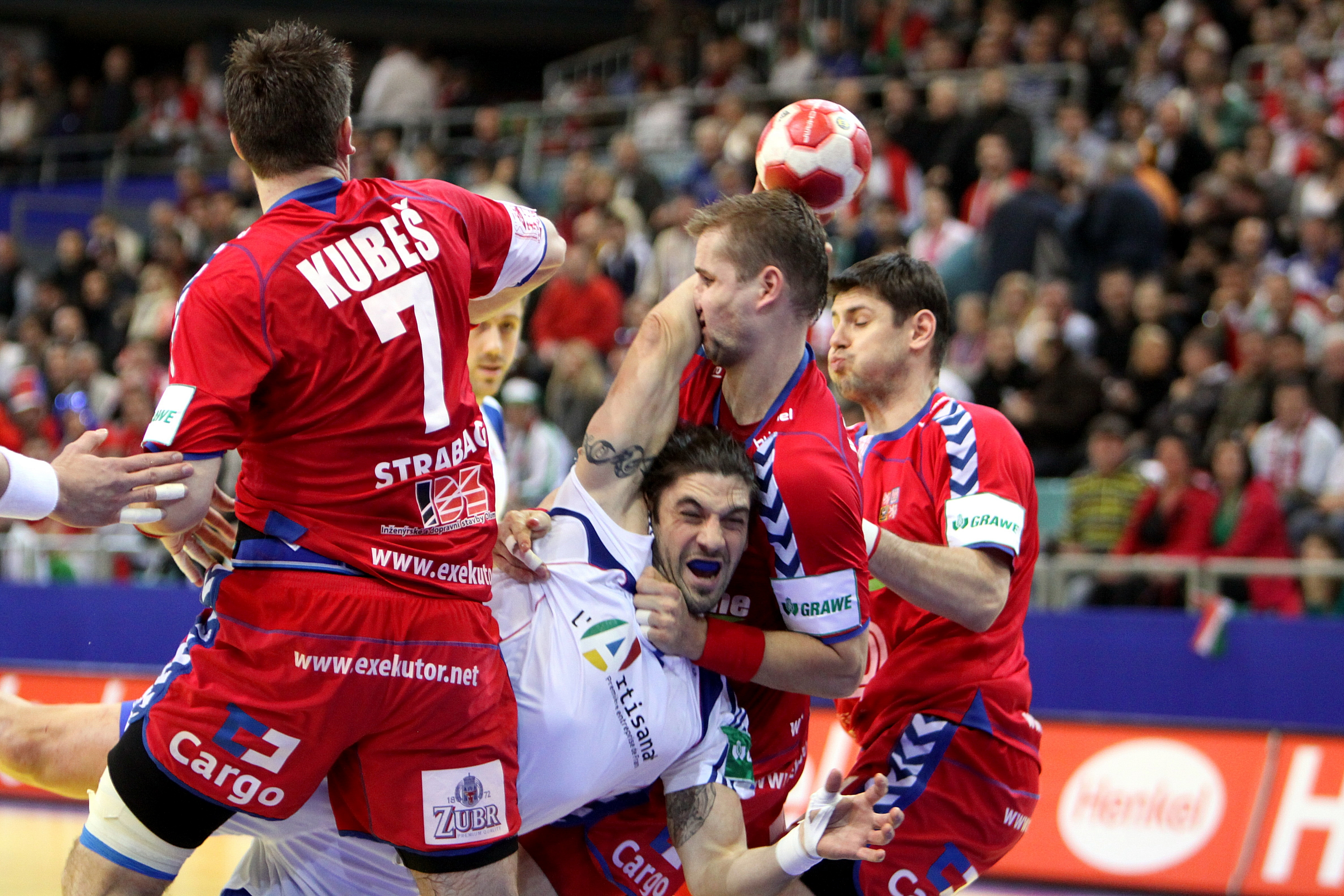
Repubblica Ceca-Francia, campionato europeo 2010. Il francese Bertrand Gille (maglia bianca) viene bloccato da tre avversari

La pallamano è uno sport di squadra, in cui scendono in campo 7 atleti per ogni squadra. È, insieme al calcio a 5, lo sport al chiuso con il campo più grande (40 m × 20 m).
Viene definito «il più veloce sport di squadra con palla», grazie anche al regolamento, che privilegia il dinamismo rispetto al tatticismo. Ne esistono molte varianti, pure all'aperto, come la pallamano da spiaggia.

## Storia
La pallamano è uno sport le cui origini si perdono nella storia. Nell'antica Roma esisteva già un gioco molto simile, l'harpastum, utilizzato dai legionari come addestramento alla guerra, e così diffuso da essere riprodotto anche sugli splendidi mosaici rinvenuti a Piazza Armerina risalenti al III secolo d.C., nei quali delle fanciulle si passano la palla. Anche dalla cultura maya sono state rinvenute immagini su vasi di giochi con la palla che richiamano la pallamano. L'harpastum giocato dai legionari romani, che stanziavano nelle zone di confine, fu evidentemente assorbito e continuato ad utilizzare anche dai guerrieri germani e, con il passare del tempo, si trasformò man mano da gioco di addestramento ad esercizio ludico. E così, questo antico gioco con la palla, rimase evidentemente nella memoria e nei costumi dei popoli tedeschi perché fu proprio in Germania, alla fine dell'Ottocento, che si iniziarono a mettere regole uniche a vari giochi che si svolgevano sia come allenamento nelle scuole di ginnastica, sia a quelli popolari, giocati durante le fiere di paese.
Erano praticati giochi di squadra, chiamati in vario modo, che possono essere tutti assimilabili alla moderna pallamano. Uno di questi pionieri era tal Heiser, che chiamò questo sport, ispirato dalla pallacanestro e dal calcio, Torball che significa palla-porta. Due anni dopo fu finalmente chiamato Handball da Carl Schelenz. Nel 1925 fu inserito nella Arbeiter Turn- und Sportbund, poi Carl Diem, autore della Storia universale dello sport perfezionò ancora di più il gioco, finché nel 1936 la pallamano venne inclusa nel programma della Giocata della XI Olimpiadi di Berlino, su specifica richiesta di Adolf Hitler, appassionato di questo sport, in quanto incarnava il gesto atletico, il coraggio e lo spirito di squadra. Essendo oltretutto uno sport codificato proprio in Germania, la squadra tedesca aveva ottime possibilità di vittoria, così come poi avvenne.
Nel 1938 furono organizzati i primi Campionati mondiali di pallamano maschile. La pallamano si giocava al tempo in 11 giocatori e il campo di gioco era quello del calcio. Uno dei giocatori più popolari fu il tedesco Bernhard Kempa, che inventò anche un tiro particolarmente spettacolare, definito appunto tiro Kempa o Kung fu, in cui il giocatore riceve la palla mentre salta per poi tirare. La configurazione a undici giocatori fu utilizzata fino agli anni sessanta (ultimo campionato del mondo della pallamano outdoor è stato quello del 1966), perché nel frattempo, visto il clima nei paesi nordici e per poter giocare agevolmente anche nei mesi invernali, aveva preso piede la pallamano al coperto (indoor), giocata in sette e su campi 40 m x 20 m. Da allora nasce la pallamano moderna.
Dalla fine degli anni sessanta appunto, la pallamano, nell'ormai consolidata versione indoor, si diffonde velocemente in tutto il mondo, fino a rientrare di diritto tra gli sport olimpici a partire dalle Olimpiadi di Monaco del 1972. Nel 1969 nasce la Federazione Italiana Giuoco Handball (FIGH). In Italia la pallamano è maggiormente praticata nel Nordest, in Lombardia, in Emilia-Romagna, in Puglia e in Sicilia. La Pallamano Trieste è la squadra che vanta il maggior numero di scudetti (17) ed è la squadra italiana con il maggior numero di titoli italiani.

## Regole
1. Ogni squadra ha in campo 7 giocatori: un portiere e 6 giocatori di movimento: centrale, terzini, ali e pivot. In panchina, a disposizione dell'allenatore, vi sono delle riserve fino al numero massimo di 9 giocatori.
2. La durata della gara è di due tempi da 30 minuti effettivi ciascuno: tra il primo e il secondo periodo di gioco, vi è un intervallo di 10 minuti.
3. L'obiettivo è realizzare il maggior numero di goal, lanciando il pallone all'interno della porta avversaria utilizzando le mani.
4. Le dimensioni del campo di gioco e delle porte sono rispettivamente di 40 x 20 m (lunghezza x larghezza) e di 2 x 3 m (altezza x larghezza).
5. Il giocatore che non sia in movimento può tenere il pallone in mano per un massimo di 3 secondi, e non può compiere più di 3 passi senza lanciarlo o farlo rimbalzare sulla superficie.
6. La squadra attaccante, ovvero in possesso del pallone, deve realizzare il goal lanciando la palla senza entrare nell'area difesa dal portiere. In caso di tiro in corsa, il giocatore può saltare ma deve liberarsi del pallone prima di atterrare nell'area.
7. Dopo che una squadra ha subito un goal, deve andare a rimettere in gioco la palla a centro campo, e i giocatori della propria squadra devono essere dietro la linea di metà campo. La rimessa in gioco è effettuabile anche nel caso in cui ci siano giocatori avversari all'interno del proprio metà campo.
8. Viene fischiato fallo nel momento in cui un giocatore tocchi la palla con i piedi (fino all'altezza delle ginocchia).
9. Il portiere non può ricevere un passaggio dal compagno di squadra mentre si trova nella propria area.
10. Non si può interrompere il palleggio per poi continuare, altrimenti viene commessa un'infrazione di doppio palleggio.

I falli commessi dai giocatori sono così sanzionabili:
1. ammonizione: l'avvertimento impartito al giocatore di una scorrettezza con cartellino giallo.
2. esclusione temporanea: viene formalizzata tramite un gesto dell'arbitro, questo infatti indica il giocatore e fa un segno due con la seconda mano, che sospende il giocatore per un periodo di 2 minuti.
3. espulsione: quando il giocatore abbia ricevuto tre sospensioni temporanee e viene dunque definitivamente escluso dal resto della gara, ma la squadra può rimpiazzarlo con un altro giocatore dopo 2 minuti; quando un giocatore, per un particolare comportamento falloso, viene espulso prima di aver ricevuto tre sospensioni temporanea.
4. squalifica: l'arbitro indirizza verso il giocatore un cartellino di colore rosso seguito da un cartellino di colore blu, con conseguente squalifica in base al fallo composto.

Le penalità comminate per i falli sono:
- Fallo dei 9 metri: viene battuto con l'attacco al di fuori della linea dei 9 metri e la difesa a 3 metri dal pallone.
- Tiro dai 7 metri (rigore): viene eseguito con un piede fisso sulla linea dei 7 metri con il solo portiere a difesa della porta (dalla quale non può allontanarsi per più di 4 metri, segnati da una linea più piccola). Il giocatore incaricato del tiro può effettuare anche delle finte.

La forma del campo di gara è rettangolare, con le misure sopra indicate. L'area del portiere è delimitata da un semicerchio a 6 metri dalla linea di porta. La linea dei 9 metri, dalla quale viene ripreso il gioco dopo un'infrazione, è tratteggiata. Il pallone è generalmente in cuoio o in materiale sintetico. I giocatori usano della pece per mantenere una presa più sicura sulla sfera.
In campionati femminili e giovanili, sono utilizzati palloni più piccoli e leggeri.

## I giocatori e i loro ruoli
I ruoli dei sette giocatori in campo sono: portiere, centrale, pivot, terzini destro e sinistro, ali destra e sinistra. È preferibile che nelle posizioni nelle zone destre del campo (ala destra e terzino destro) giochino giocatori mancini e nella posizione opposta (ala sinistra e terzino sinistro) giocatori destri. Per il centrale e il pivot la mano di tiro è indifferente. La disposizione degli attaccanti ad attacco schierato è un trapezio che ha per vertici le ali e i terzini, mentre il pivot, durante la fase in cui la propria squadra attacca, va a posizionarsi all'interno del dispositivo difensivo avversario, generalmente dando le spalle al portiere avversario. È preferibile che nelle zone centrali del campo (centrale e terzini) stiano i giocatori più alti e con il tiro più potente, mentre nelle posizioni laterali (ali) stiano i giocatori più veloci.

### Il portiere
Deve indossare una divisa di colore diverso rispetto ai compagni della sua squadra, in modo da essere riconoscibile per gli arbitri. 
Il portiere svolge più funzioni, poiché oltre ad essere il primo dei difensori, dovendo difendere la porta, è anche il primo degli attaccanti, dovendo velocemente lanciare la palla ai suoi compagni sia in caso di gol subìto o in caso di rimessa del portiere.
Il portiere si interpone tra il tiratore e la porta in modo da chiudere l'angolo di tiro all'attaccante. Non si lancia quindi verso la palla ma copre la porta con movimenti rapidi delle braccia e delle gambe.
Vi sono poi tecniche particolari come la cosiddetta pelle d'orso, con la quale il portiere si lancia verso l'attaccante in maniera improvvisa aprendo al massimo le braccia e le gambe, chiudendogli lo specchio di tiro. Questa tecnica è però utilizzata solo per tiri molto ravvicinati o quando si vuole fare un tentativo disperato per evitare di prendere goal.
Inoltre esistono delle varianti della pelle d'orso come la mezza pelle d'orso dove si stendono al massimo solo il braccio e la gamba del lato destro del corpo o solo quelle del lato sinistro.

### Gli arbitri
Gli arbitri sono generalmente due, uno di area e uno di campo. Nei campionati giovanili può essere ammessa la presenza di un solo arbitro.

### Team officials
Ogni squadra può presentare, oltre ai giocatori, al massimo quattro altri rappresentanti di squadra (nell'area di sostituzione) diversi dai giocatori.
Si tratta generalmente del primo allenatore, del secondo allenatore, e di un medico o fisioterapista o accompagnatore della squadra. L'allenatore o il team official possono chiedere due time-out per tempo, ma al massimo tre per incontro, ovvero può richiedere l'interruzione per un minuto del gioco per dare indicazioni ai giocatori.

### Il terreno di gioco

Diagramma schematico di un campo da gioco regolare di pallamano.

Il terreno di gioco è rettangolare con rapporto lunghezza-larghezza 2:1, avendo dimensioni di 40 × 20 m.
Ogni metà campo è quindi un quadrato perfetto.
Il portiere è il solo autorizzato a trovarsi nell'area di rigore dalla quale può allontanarsi al fine di neutralizzare contropiedi o addirittura per attaccare o creare superiorità numerica.

### La porta
La porta si trova al centro della linea di fondo e misura all'interno e le sue dimensioni (larghezza-altezza) sono di 3 × 2 m.
Dopo aver subito goal il portiere rinvia la palla verso il centro campo da dove riparte la squadra che ha appena subito goal. Il gioco può essere ripreso dal centro campo anche in presenza di avversari all'interno della propria metà campo.

### L'area di porta
L'area di porta è delimitata da una linea a 6m di distanza dalla porta, parallelamente alla linea di fondo, e continuata ad ogni estremità da un quarto di cerchio di sei metri di raggio che ha come centro lo spigolo interno posteriore di ogni montante della porta. La linea che delimita la superficie è definita come linea dell'area di porta e fa parte dell'area stessa. 
Nessun giocatore tranne il portiere può toccare terra in quest'area in fase di gioco (ad esempio un difensore mentre sta cercando di fermare un attaccante in fase di tiro della palla in porta o un attaccante in possesso di palla) pena un tiro di punizione contro la sua squadra.

### Area di sostituzione
L'area di sostituzione è un rettangolo esterno al rettangolo di gioco, dove siedono i giocatori in panchina, i giocatori esclusi per due minuti, e i team officials.
I giocatori possono essere sostituiti senza limiti di numero nel corso del gioco e senza avvisare i direttori di gara.

### Pallone

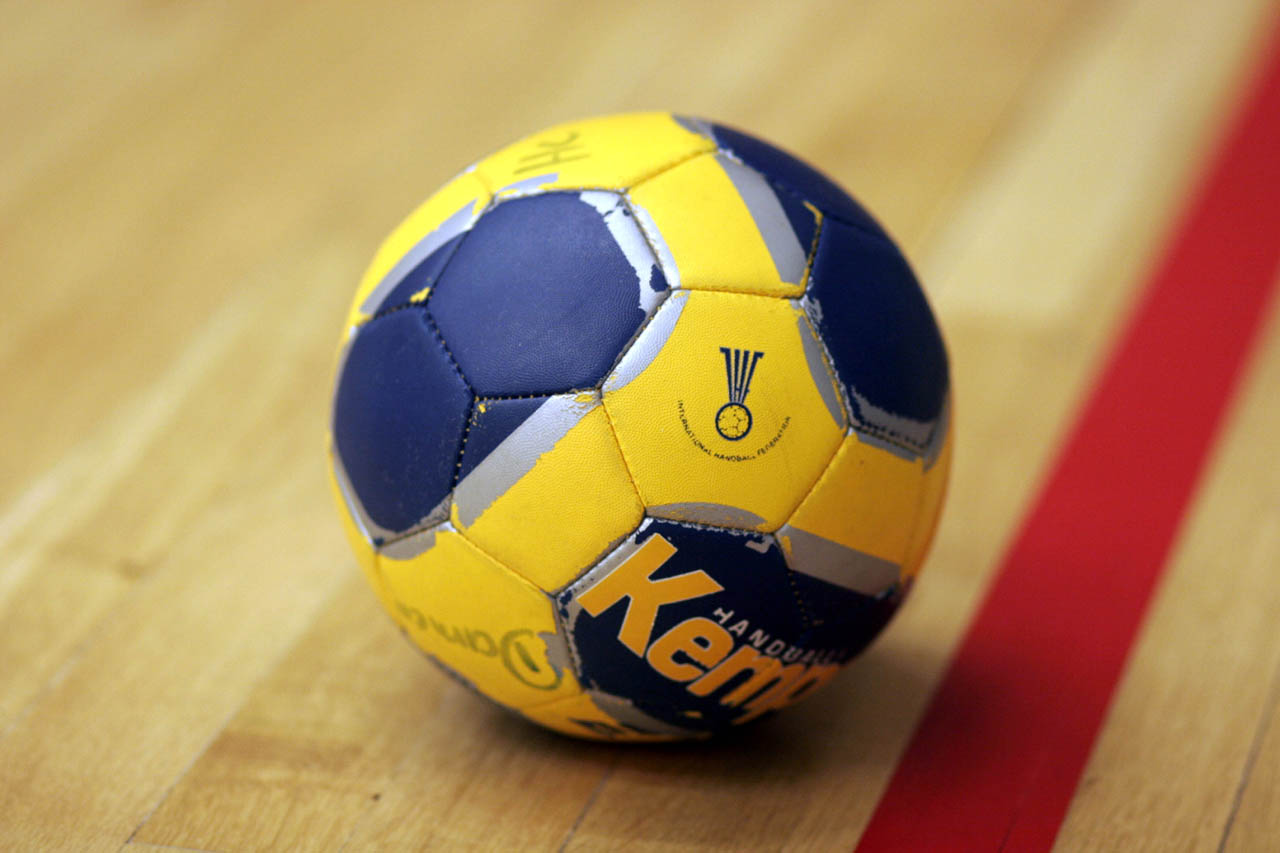
Un pallone di misura III

Il pallone è sferico e deve essere realizzato in pelle, o in materiale sintetico. La superficie non può essere scivolosa. Dato che il pallone va maneggiato con una singola mano, le sue misure ufficiali variano con l'età e con il sesso dei giocatori delle squadre. Il Minihandball si gioca con il pallone 1, tutte le categorie femminili e le giovanili maschili con il pallone 2 mentre le categorie maschili oltre under 17 e seniores con il pallone 3 che pesa mediamente sui 400 grammi.

## Il gioco

### I fondamentali
I fondamentali del gioco sono il palleggio, il passaggio, il tiro, la parata e i passi.
La durata dell'incontro è:
- under 16, 18 e Senior, 2 tempi da 30 minuti con un intervallo di 10 minuti.
- under 14, 2 tempi da 25 minuti con un intervallo da 10 minuti.

Per segnare a rete è necessario eseguire un tiro che può essere effettuato in:
- doppio appoggio;
- elevazione;
- estensione;
- tuffo;
- sottomano;
- pallonetto;
- girella;
- tiro Kempa (o tiro volante);
- tiro dai sette metri.

### Tiro in doppio appoggio
Tiro effettuato in appoggio su tutti e due piedi con un'accentuazione del piegamento della gamba anteriore opposta al braccio che tira. È utilizzato quasi esclusivamente dai tre giocatori che giostrano frontalmente alla porta avversaria (il centrale e i due terzini), molto raramente anche dal pivot, praticamente mai dalle ali.

### Tiro in elevazione
Il tiro in elevazione si effettua dalle zone centrali cercando di superare in altezza la difesa avversaria, dalle ali e dal pivot per conferire più slancio e forza alla conclusione a rete. Si tratta della tecnica di tiro più utilizzata nel corso di una partita.

### Tiro in estensione
Il Tiro in estensione (comunemente detto Erett, dal nome del giocatore che per primo si specializzò in questo tiro) si effettua estendendo il corpo lateralmente allo scopo di evitare il più possibile l'intercettazione della palla da parte della difesa avversaria. È uno dei tiri che contraddistingue il ruolo del pivot, ma viene usato spesso anche dal centrale o dall'ala contromano. Il tiro in estensione volante, con il giocatore che tira in orizzontale e sollevato dal suolo.

### Tiro in tuffo
Il tiro a tuffo permette di accorciare la distanza fra il lanciatore e la porta ritardando l'abbandono del pallone, il quale avviene appena prima del contatto con il suolo. Lo si effettua sia in tiri da fermo che durante le azioni di gioco: tale tipo di tiro è una caratteristica del giocatore che occupa il ruolo di pivot e che gioca in attacco inserito fra i difensori della squadra avversaria, cercando di ostacolare i movimenti di scorrimento difensivi eseguendo blocchi; quando riesce a impossessarsi della palla esegue appunto il caratteristico tiro in caduta o in tuffo. Talvolta viene usato anche dalle ali.
Spesso usato anche nei tiri dai 7 metri, il rigore, per rallentare il tiro e deconcentrare il portiere.

### Tiro dai sette metri (rigore)
Il tiro dai sette metri viene accordato per un grave fallo che impedisca il concretizzarsi di una chiara occasione da rete. Nel tiro dai sette metri, come nel tiro di punizione, almeno una parte di un piede del tiratore deve rimanere a contatto con il suolo e non deve oltrepassare o calpestare la linea del rigore.
Il portiere potrebbe essere fuori dalla porta, per coprirla meglio, ma non può uscire oltre i 4 metri.

### Tiro in sottomano
Il tiro in sottomano è un tiro fatto con il braccio teso in basso e una torsione veloce del polso. La scelta del sottomano deve essere ponderata, in quanto ne risulta un tiro difficilmente potente ma può sorprendere difesa e portiere. Generalmente viene utilizzato quando gli arbitri stanno segnalando il fallo di gioco passivo.

### Tiro con il pallonetto
Il tiro con il pallonetto è un tiro che arriva con una parabola verso il portiere, il cui scopo consiste nello scavalcamento dell'estremo difensore spintosi ai limiti dell'area per coprire maggiormente lo specchio della porta. A questo tipo di conclusione è spesso associato il termine "sfoglia", che indica il tiro che fa passare la palla a minima distanza sopra la testa del portiere, rendendo vano il tentativo da parte dell'estremo difensore di intervenire con braccia e mani per impedire la realizzazione della rete.

### Tiro in girella
Il tiro in girella è un tiro spettacolare che viene effettuato per sorprendere il portiere. La palla acquisisce effetto grazie alla rotazione del polso nel momento della conclusione e, battendo a terra, cambia direzione, beffando e aggirando il portiere. Questa conclusione è prevalentemente utilizzata quando il tiro avviene dalla posizione di ala, poiché è più elevata la probabilità che il portiere si spinga fuori dai pali con l'intento di chiudere lo specchio della porta al tiratore.

### Tiro Kempa (oVolante)
Il tiro di Kempa, inventato dal giocatore e allenatore di pallamano tedesco Bernhard Kempa, è un tiro spettacolare che viene effettuato da un giocatore che riceve il passaggio mentre è già in elevazione. 
Bernhard Kempa lo descrisse in questo modo: "un giocatore lancia la palla sopra la difesa, il suo compagno salta alto nella zona dei 9 metri, trova la palla mentre è ancora in volo e segna una rete".
È un tiro particolarmente difficile perché necessita di un buon affiatamento tra compagni di squadra e deve essere effettuato da giocatori dotati di buona tecnica e elevazione.

### Posizioni difensive
Le posizioni dei giocatori sul terreno di gioco dipendono dalle tattiche difensive scelte.
Le difese più classica sono la 5-1 (con 5 difensori stanno nei pressi della linea dei 6 metri, uno va a contrastare il centrale avversario) oppure la 6-0 (che consiste nel difendere in sei sulla ultima linea di difesa). Sono anche utilizzate tattiche difensive molto aggressive con i giocatori quasi tutti distaccati dalla linea dei 6 metri (difese 4-2, 3-3, 3-2-1 e 1-5). Queste tattiche, se pur apparentemente possono portare un vantaggio in termini di vicinanza e di più facile intercettamento del portatore di palla avversaria, necessitano di affiatamenti perfetti tra i difensori ed una potente e resistenza forma fisica.

## Manifestazioni e tornei

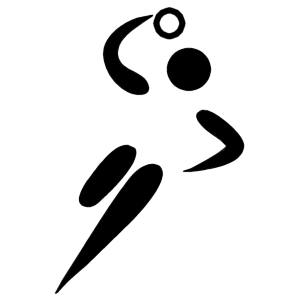
Pittogramma olimpico della pallamano

### Olimpiadi
Dopo una prima apparizione nel 1915, la pallamano si è subito affermata ed è diventato uno sport olimpico nel 1936.

### I campionati mondiali maschili
La Coppa del mondo di pallamano riservata ad atleti maschi esiste dal 1938 e si gioca ogni due anni (fino al 1993 ogni quattro anni) in un Paese ospitante diverso anno per anno. La Francia è la squadra con più titoli (6) mentre l'attuale detentrice dal 2019 è la Danimarca, vittoriosa in casa nell'edizione organizzata insieme alla Germania.

### I campionati mondiali femminili
La Coppa del mondo di pallamano riservata ad atlete femmine esiste dal 1957 e si gioca ogni 2 anni. Il record di vittorie spetta a URSS, Germania Est e Russia con 3 trofei a testa.